# Asphondylia monacha
Asphondylia monacha är en tvåvingeart som beskrevs av Osten Sacken 1869. Asphondylia monacha ingår i släktet Asphondylia och familjen gallmyggor. Inga underarter finns listade i Catalogue of Life.